# 津下紋太郎

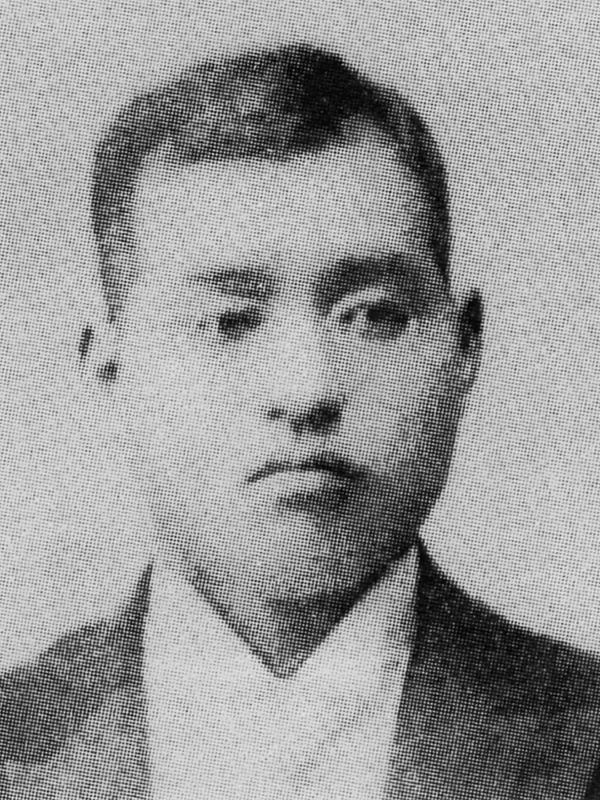
津下紋太郎

津下 紋太郎（つげ もんたろう、1870年5月7日（明治3年4月7日） - 1937年（昭和12年）9月20日）は、日本の実業家、教育者。カルピス製造社長、同志社理事などを務めた。
参議院議員の羽田雄一郎と羽田次郎は曽孫にあたる。

## 経歴
岡山県平民・津下豊次郎の長男。1921年、家督を相続する。1885年に亀山昇の紹介で同志社普通学校に入学し、1893年に同志社神学校を卒業。
1884年に岡山でオティス・ケーリから洗礼を受ける。奈良県吉野の山林地主・土倉庄三郎の子・龍次郎が同志社の同窓だった関係で、1899年に土倉家の台湾事業総支配人となり、山林開墾、樟脳の生産などの事業に携わる。
諸会社の重役で、満州国財政顧問を兼ねる。カルピス製造社長、鶴見臨港鉄道、日本石油、日本コンクリートポール、帝国ニューヒューム鋼管各取締役、北樺太石油監査役などをつとめる。
1919年に同志社理事となり、海老名弾正の総長就任に最後まで反対した。1928年の有終館出火事件後には西村金三郎らとともに海老名の追い落としと大工原銀太郎（前九州帝大総長）の擁立を画策した。
1937年に67歳で死去。墓所は多磨霊園。

## 人物
『実業の世界』からの「あなたは25歳の頃に何をしていたか。その当時の収入及び生活状態はどうだったか」という問いに津下は「京都同志社にありて教師を勤む。月俸25円を受け、独身生活を寄宿舎にてなす」と回答している。
宗教はキリスト教。東京府在籍で、住所は東京市本郷区駒込富士前町。

## 親族
津下家
津下家は代々岡山県児島郡藤戸町天城（現・倉敷市藤戸町）に住し、古くは農を業とし、荒物酒類商を営む。
- 父・豊次郎（1849年 - ?、岡山平民）[1]
- 妻・しづ（志津[1]、1878年 - ?、東京、櫛部信一の妹）[1]
- 長男・統一郎（1903年 - ?）[3]
  - 同妻・満壽子（1906年 - ?、京都、大澤徳太郎の三女）[3]
- 次男・綱平（1909年 - ?、日本理研ゴム（現・オカモト）の副社長）[3]
- 長女・紀[3]